# Mieczysław Pemper

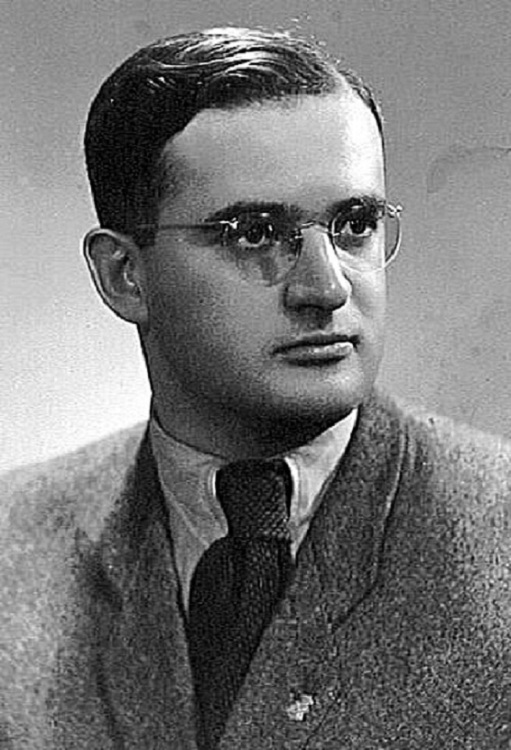
Pemper im April 1940

Mieczysław „Mietek“ Pemper (* 24. März 1920 in Krakau; † 7. Juni 2011 in Augsburg) war ein deutsch-polnischer KZ-Häftling im KZ Plaszow, das unter der Leitung von Amon Göth stand.
Als Häftling wurde er persönlicher Schreiber eines KZ-Lagerkommandanten, was einen einzigartigen Sonderfall im gesamten KZ-Lagersystem darstellte. Er erhielt durch seine Tätigkeit in Göths Büro bei Abwesenheit von Göth und der deutschen Sekretärin Einblicke in geheime Unterlagen der SS, so dass er Oskar Schindler wichtige Informationen zukommen lassen konnte und später ein bedeutender Zeitzeuge wurde.

## Leben
Der jüdische Deutsch-Pole Mietek Pemper wurde mit seiner Familie im Jahr 1941 im Ghetto Krakau im Stadtbezirk Podgórze eingesperrt. Im März 1943 wurde er als Häftling in das Konzentrationslager Plaszow (deutsch: Plaschau) weiter deportiert, wo er bis September 1944 gefangen blieb.
Fast während seiner gesamten Zeit im KZ war er aufgrund seiner mehrsprachigen Kurzschrift-Kenntnisse als persönlicher Stenograph des Lagerkommandanten Amon Göth tätig. Wie sich später beim Prozess gegen Gerhard Maurer herausstellte, war dies eine einzigartige Sonderstellung.
So kam es zur Zusammenarbeit mit Oskar Schindler. Um Bestrafungen für Rechtschreibfehler bei Namen zu entgehen, nahm Pemper regelmäßig Einblick in Kohlepapierblätter der deutschen Sekretärin Göths für geheime Unterlagen. Darunter befand sich Schriftverkehr der SS und des Regimes. Er entdeckte den Befehl zur „Auflösung“ aller Lager mit so genannter „nicht kriegswichtiger“ Produktion, der einige Monate nach der deutschen Niederlage in der Schlacht von Stalingrad gegeben wurde. Pemper konnte die Information an den Fabrikbesitzer Oskar Schindler und dessen jüdischen Buchhalter Itzhak Stern weiterleiten. Unter anderem ermöglichte er Schindler dadurch die rechtzeitige Umstellung der Produktion von Küchengeschirr aus Blech in die Produktion von Granatenhülsen. Als Rüstungsbetrieb erhielt er von der SS die Genehmigung, die Firma mit den Häftlingen nach Mähren zu verlegen. In das dort neu errichtete KZ-Außenlager Brünnlitz durfte Schindler 1200 jüdische Häftlinge mitnehmen, um die „kriegswichtige Produktion“ weiterzuführen.

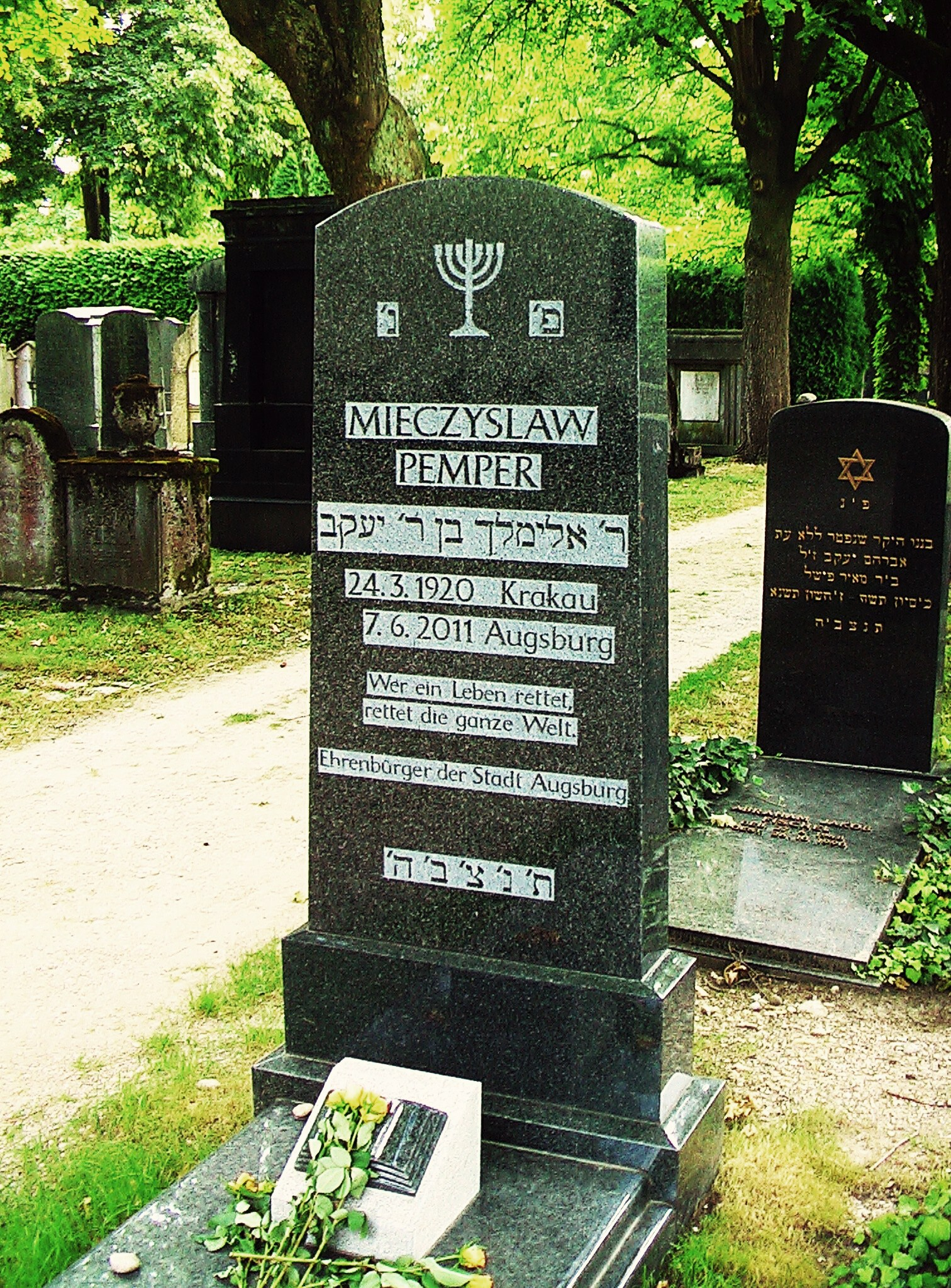
Grabstein von Pemper auf dem Jüdischen Friedhof Augsburg

Als Göth im September 1944 wegen Unterschlagung von Wertsachen verhaftet wurde, konnte Schindler auch Pemper als Zwangsarbeiter in seine Fabrik übernehmen und ihn damit vor der Ermordung retten.
Nach der Zerschlagung des Nazi-Regimes nahm Pemper in Polen ein Studium der Soziologie auf und erreichte den Magister-Grad in Ökonomie. Er pflegte außerdem seine kranke Mutter und arbeitete als Dolmetscher bei den Kriegsverbrecher-Prozessen in Polen, so beim Krakauer Auschwitzprozess. Bei einigen dieser Gerichtsverhandlungen sagte er auch als Zeuge aus, insbesondere war er Hauptzeuge im Prozess gegen Amon Göth.
1958 siedelte Pemper aus Polen nach Süddeutschland über und war in Augsburg als Unternehmensberater tätig. Der Augsburger Ehrenbürger starb am 7. Juni 2011 im Klinikum Augsburg.
Auf dem Gelände der ehemaligen Sheridan-Kaserne im Augsburger Stadtteil Pfersee ist seit März 2012 der Mietek-Pemper-Weg nach ihm benannt.

## Zeitzeuge
Pempers Berichte dienten unter anderem dem Regisseur Steven Spielberg als Grundlage seines 1993 veröffentlichten Films Schindlers Liste, durch den weltweit über 100 Millionen Menschen von der Rettungsaktion erfuhren. Die Tätigkeiten Pempers und Sterns hat Spielberg aus dramaturgischen Gründen in der Figur des Schindler-Buchhalters zusammengefasst, so dass Pempers Anteil weniger bekannt wurde.
Erst durch die Aufarbeitung seiner Lebensgeschichte für Spielberg konnte sich Pemper in späteren Jahren dazu überwinden, auch in Schulklassen und bei Vorträgen sein Schicksal zu erzählen. Zusammen mit Viktoria Hertling und Marie Elisabeth Müller veröffentlichte er 2005 seine Erinnerungen in dem Buch Der rettende Weg. Schindlers Liste – Die wahre Geschichte.

## Auszeichnungen und Ehrungen
- 2001: akademischer Ehrenbürger der Universität Augsburg
- 2002: Bundesverdienstkreuz 1. Klasse
- 2003: Medaille „Für Augsburg“
- 2007: Ehrenbürger von Augsburg
- 2007: Bayerische Verfassungsmedaille in Gold
- Die Stadt Augsburg benannte einen Weg nach Mietek Pemper.[3]
- Die Stiftung der Universität Augsburg vergibt seit 2003 den mit 2500 Euro dotierten Mietek-Pemper-Forschungspreis für herausragende Forschungsarbeiten aus dem Bereich der Geistes- und Sozialwissenschaften. Dieser Preis ist vorrangig gedacht zur Würdigung von „Beiträgen jüngerer Forscher zum Verständnis der Katastrophen des 20. Jahrhunderts und ihrer Wurzeln“.[4][5]
- Seit 2007 stiftet der Augsburger Unternehmer Georg Haindl den Mietek Pemper Preis der Universität Augsburg für Versöhnung und Völkerverständigung für Persönlichkeiten, die sich in dieser Hinsicht außerordentliche Verdienste erworben haben. Er ist mit 10.000 Euro dotiert.

## Schriften
- Mietek Pemper: Der rettende Weg. Schindlers Liste – Die wahre Geschichte. Aufgezeichnet von Viktoria Hertling und Marie Elisabeth Müller. Hoffmann und Campe, Hamburg 2005, ISBN 9783455094930 (Rezensionen bei perlentaucher.de)
  - später auch unter dem Titel: Wie es zu Schindlers Liste kam: Die wahre Geschichte, Hoffmann und Campe, Hamburg 2018, ISBN 978-3-455-00270-6